# Marlow (Alemania)
Marlow es un municipio situado en el distrito de Pomerania Occidental-Rügen, en el estado federado de Mecklemburgo-Pomerania Occidental (Alemania), a una altitud de 40 metros. Su población a finales de 2016 era de 4500 habs. y su densidad poblacional, 33 hab/km².